# FIFA Street (2012)
FIFA Street (ook bekend als FIFA Street 4) is een sportspel uit de FIFA-videospelreeks ontwikkeld door EA Canada en uitgegeven door EA Sports. Het spel is uitgekomen op 16 maart 2012 voor de PlayStation 3 en de Xbox 360. Het spel is de opvolger van FIFA Street 3. Het spel gebruikt dezelfde engine als FIFA 12.
FIFA Street werd geïntroduceerd op 16 augustus 2011 tijdens de Gamescom in Duitsland.

## Competities en teams

### Competities
- Premier League
- Bundesliga
- Ligue 1
- Liga BBVA
- Serie A
- Major League Soccer

### Nationale elftallen
- Argentinië
- Australië
- Brazilië
- Chili
- Colombia
- Duitsland
- Engeland

- Frankrijk
- Italië
- Ivoorkust
- Mexico
- Nederland
- Oostenrijk
- Portugal

- Spanje
- Uruguay
- Verenigde Staten
- Zuid-Korea
- Zweden
- Zwitserland

### Speciale teams
De volgende teams worden vrijgespeeld nadat World Tour delen 3 en 4 worden voltooid (uitzondering: Adidas All-Stars):
- Euro All Stars
- African All Stars
- Asia All Stars
- South American All Stars
- North America All Stars
- Street Ballers
- Street Kings
- Street Stars
- Street Wizards
- Street Swirl
- Street Stylers
- Street Dragons
- Classic Team
- Adidas All-Stars (pre-order bonus)

### Locaties
De volgende steden zijn in FIFA Street te vinden:
- Aberdeen
- Amsterdam
- Barcelona
- Berlijn
- Buenos Aires
- Dubai
- Dubrovnik
- Londen
- München
- New York
- Parijs
- Rio de Janeiro
- Shanghai
- Sint-Petersburg
- Tokio
- Venetië